# Basilique Saint-Syr de Gênes
La basilique Saint-Syr (italien : basilica di San Siro) est une basilique catholique romaine située dans la rue du même nom, dans le quartier de la Maddalena au centre de Gênes, capitale de la Ligurie, en Italie. Elle fut la première cathédrale de Gênes. Sa riche décoration intérieure est représentative du baroque génois. 

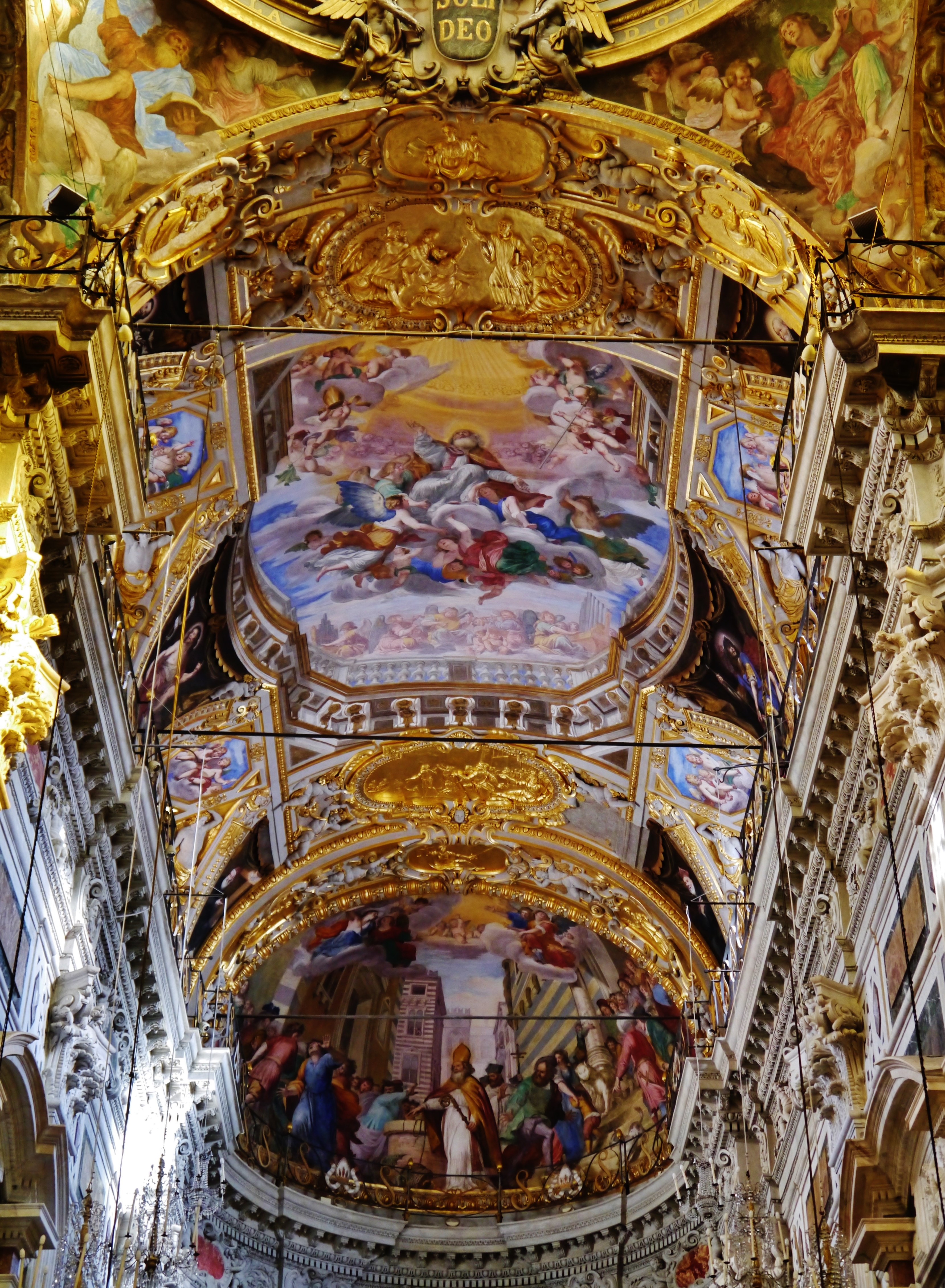
Voûtes décorées de fresques par Carlone

## Histoire
Elle est l'une des plus anciennes églises de la ville, et occupe l'emplacement d'une ancienne église dédiée à l'origine aux apôtres. Au cours des siècles suivants, l'église a été renommée en l'honneur de saint Syr de Gênes, un évêque béatifié. À l'origine la cathédrale de Gênes, elle se tenait à l'extérieur des murs d'origine et était vulnérable aux attaques des pirates sarrasins ; le titre de Cathédrale a été pour cette raison transféré à San Lorenzo. Il y a une autre église dédiée à San Siro, San Siro di Struppa, en dehors du centre-ville.
La légende veut que l'évêque ait pu bannir un basilic qui habitait dans un puits adjacent à l'église ; une plaque sur une maison voisine rappelle le miracle. Cet événement est représenté par un bas-relief médiéval sur l'arcade du portique à côté de l'église, ainsi que par une fresque de Carlone dans l'abside.
Du Xe au XIIe siècle, la construction de la structure romane originale de l'église et du clocher se poursuit. En 1478, un incendie détruit une grande partie de l'église. Près d'un siècle plus tard, sous l'impulsion du cardinal Vincenzo Giustiniani et de la famille Pallavicini, la reconstruction a commencé selon les exigences de l'architecture de la Contre-Réforme, avec une nef centrale principale. Cette nef a été décorée de fresques somptueuses par Giovanni Battista Carlone avec La conversion de saint Pierre, le Martyre de saint Pierre et la Mort de Simon Magus. Paolo Brozzi a terminé la décoration en quadratura. La chapelle de la Pietà a été commandée par Taddeo Carlone en 1595 (et achevée en 1606 par les marbriers Santino Paracca et Alessandro Ferrandino). La façade fut finalement achevée en 1821 en style néoclassique. En 1904, le clocher roman, menaçant de s'écrouler, dut être démoli et ne fut jamais reconstruit. L'église subit de graves dommages dus aux bombardements de la Seconde Guerre mondiale, mais fut immédiatement restaurée dans les années suivantes.

## Œuvres d'art
Parmi les œuvres d'art on trouve le Triomphe de la Croix dans la coupole de Carlone et des toiles de l'Annonciation, de la Naissance de Marie et de Saint Antoine d'Orazio Gentileschi (le frère d'Aurelio Lomi). D'autres artistes ayant réalisé des peintures dans l'église incluent Domenico Fiasella, Giovanni Domenico Cappellino, Andrea Semino, Giacomo Lomellini, Cristoforo Roncalli, Gregorio De Ferrari, Domenico Piola (2e chapelle à droite) et une Décapitation de saint par Carlo Bononi. L'église contient un certain nombre de sculptures de Taddeo Carlone. La conception et la sculpture du maître-autel ont été réalisées par Pierre Puget.

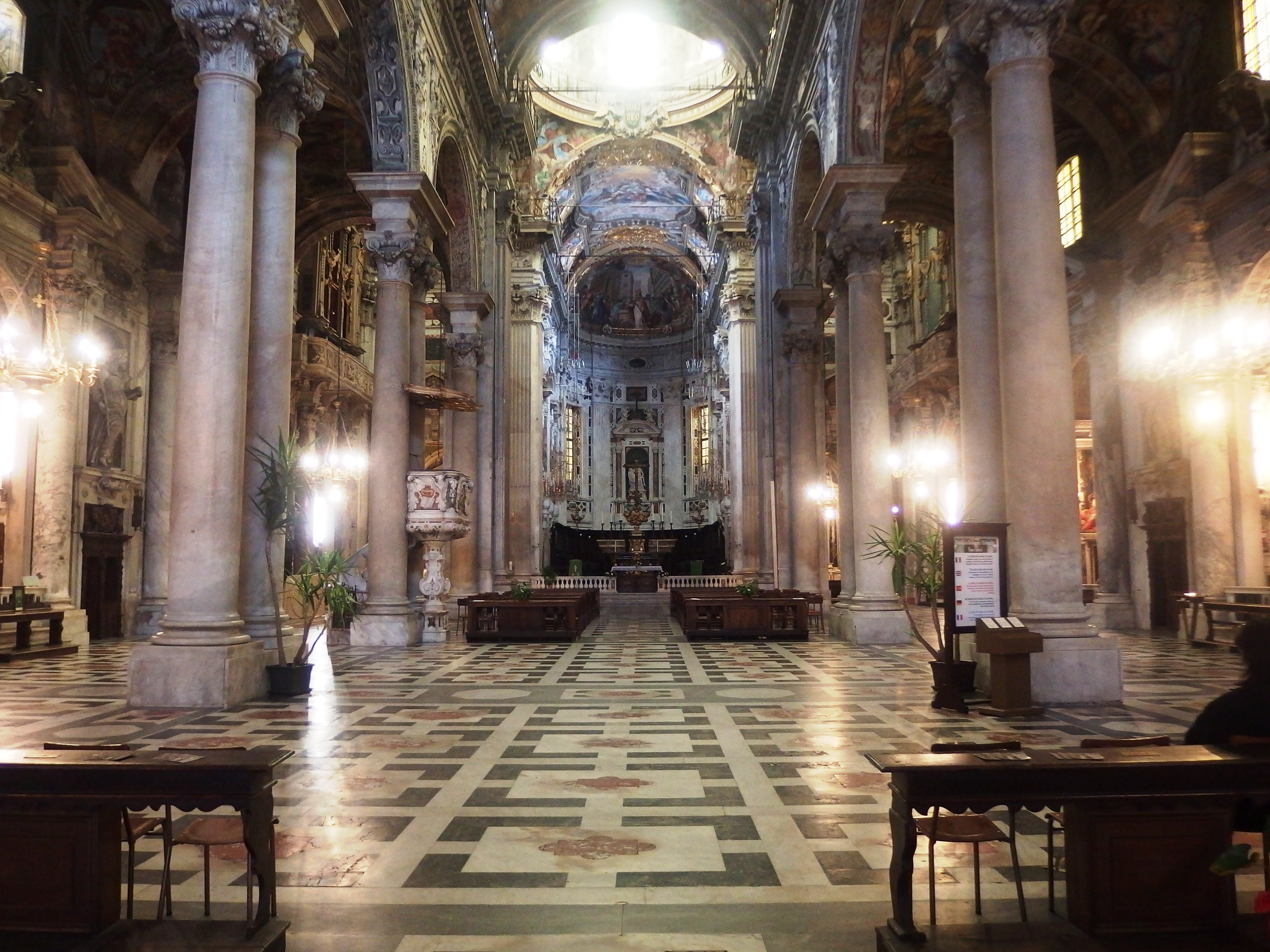
Intérieur
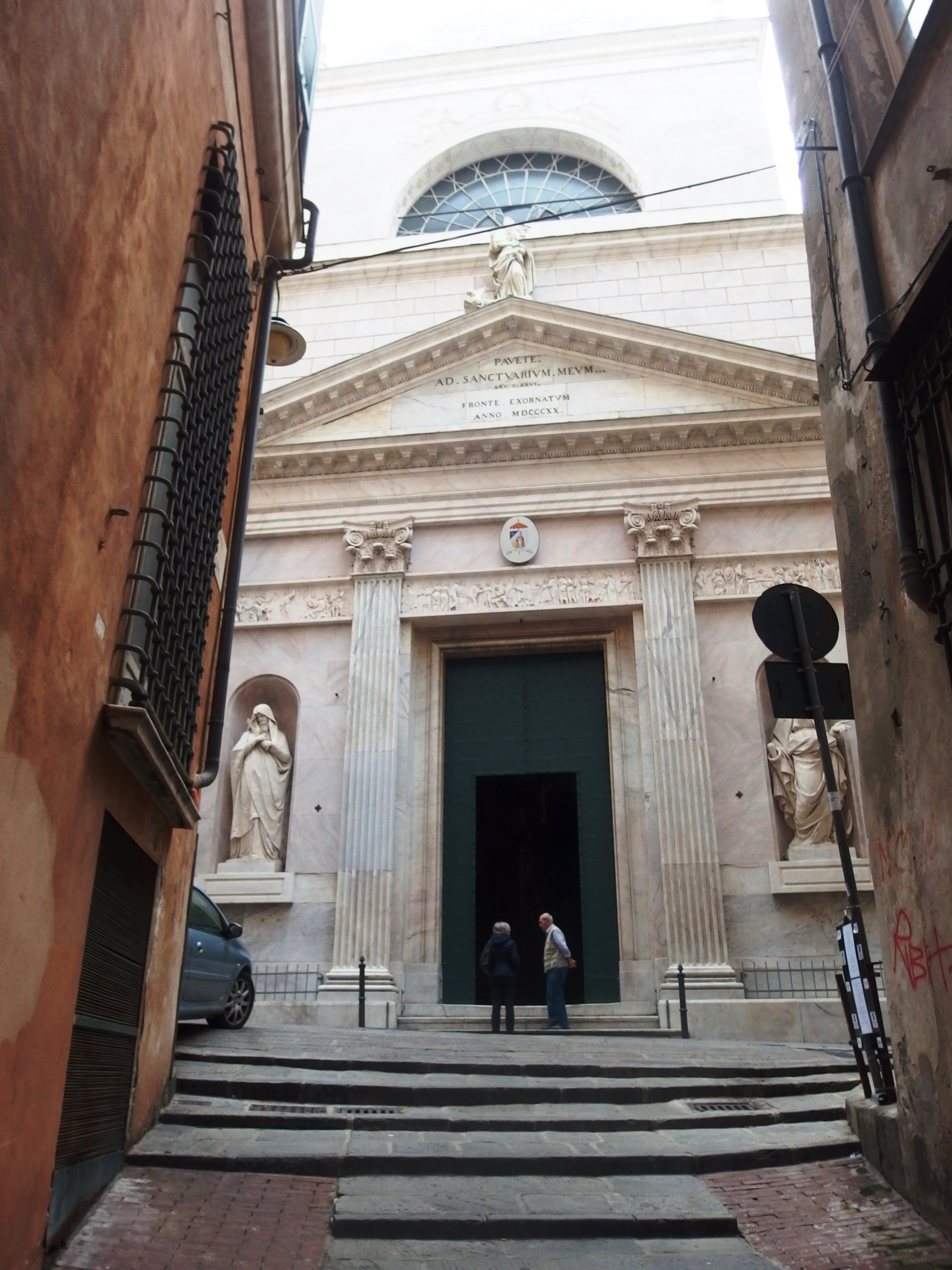
Façade néoclassique
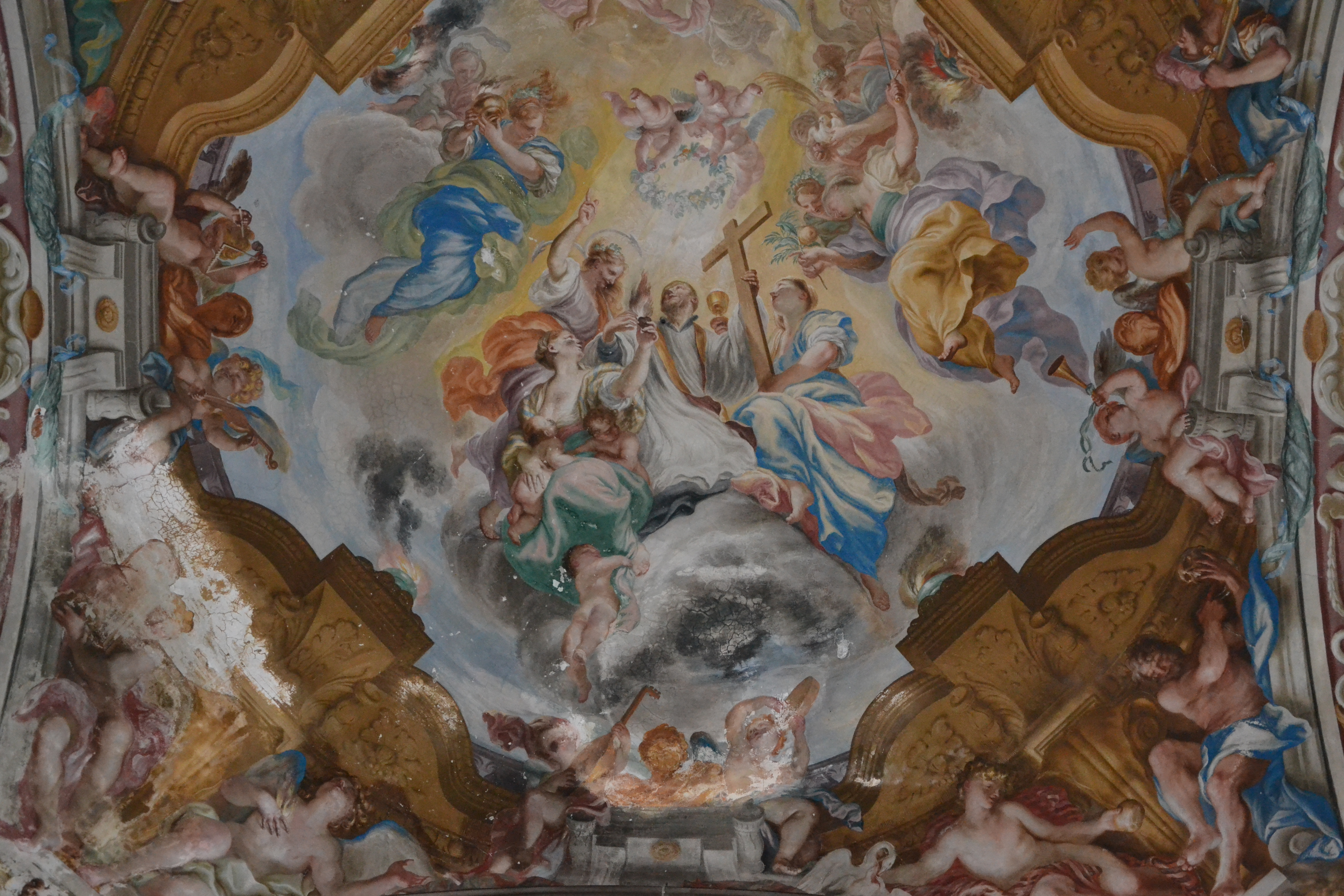
Fresque de la voûte
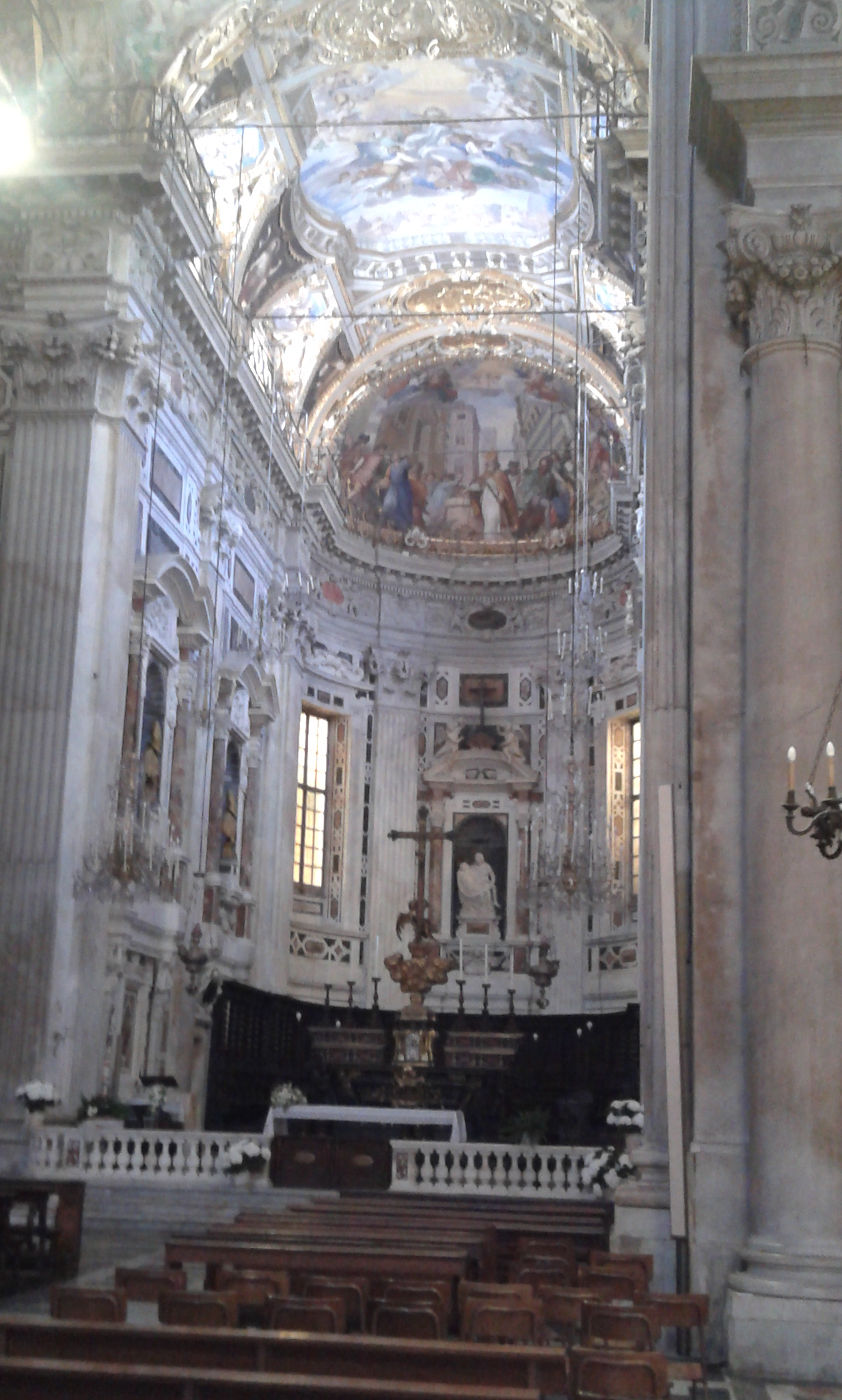
Autel
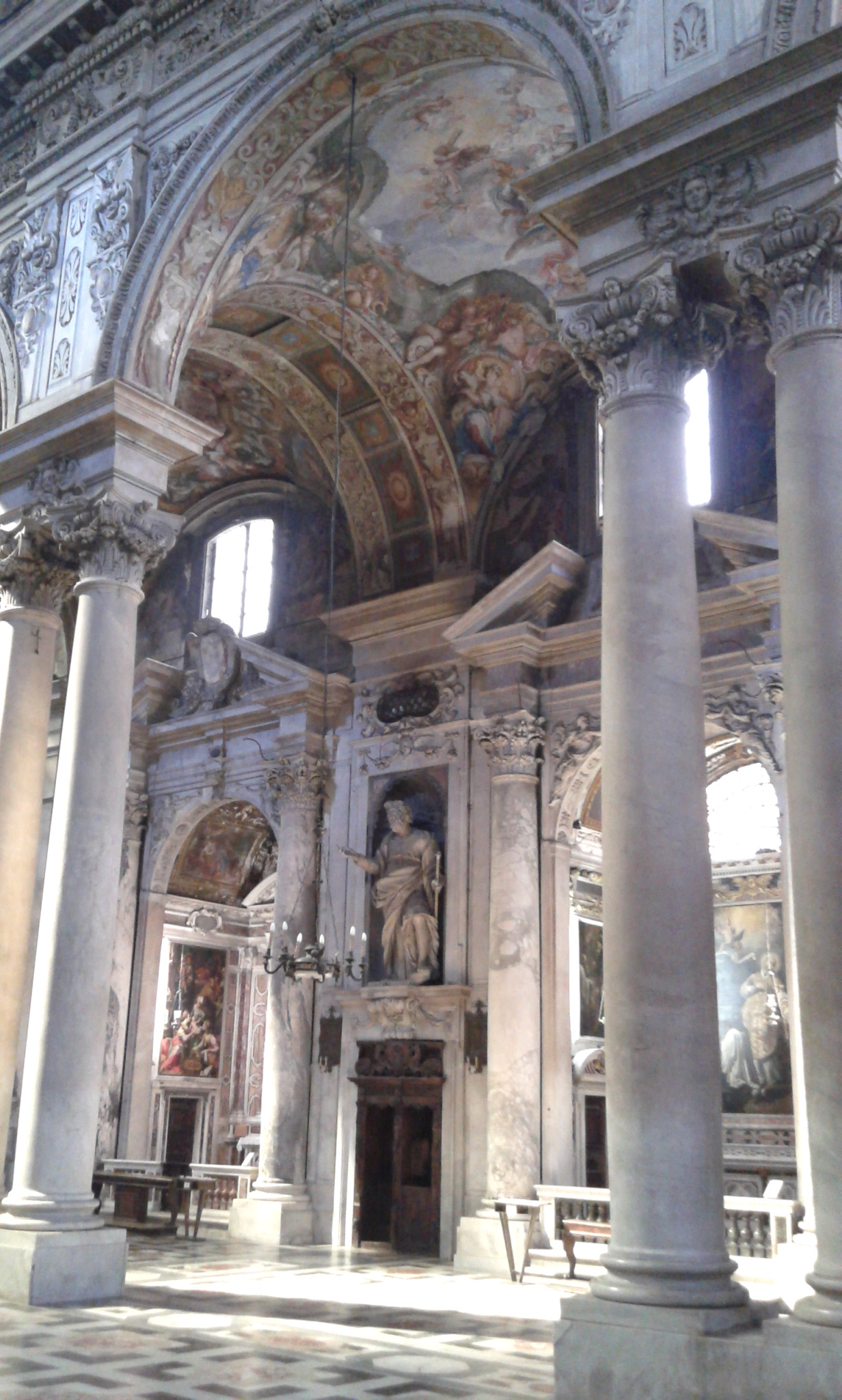
Décor intérieur

## Sources
- Lorenzo Pareto, Camillo Pallavicino, Massimiliano Spinola et Giovanni Cristoforo Gandolfi, Descrizione di Genova e del Genovesato, Volumen III, Tipografia Ferrando, 1846, 112–114 p. (lire en ligne)